# هیلاری هان
هیلاری هان (به انگلیسی: Hilary Hahn) (زادهٔ ۲۷ نوامبر ۱۹۷۹) نوازندهٔ ویولن اهل ایالات متحدهٔ آمریکا است.

## زندگی‌نامه
او در لکسینگتون ویرجینیا به دنیا آمد. زمانی که سه‌ساله بود در مؤسسهٔ بالتیمور وارد عرصهٔ موسیقی شد. در ۱۰سالگی وارد مؤسسهٔ کورتیس واقع در فیلادلفیا شد و در سال ۱۹۹۱ اولین ارکستر خود را با سونی بالتیمور قرارداد بست.
هان اولین قرار داد ضبط موسیقی‌اش را در سال ۱۹۹۶ با شرکت موسیقی سونی امضا کرد. او از مؤسسهٔ کورتیس در ماه مهٔ سال ۱۹۹۹ با مدرک لیسانس در رشتهٔ موسیقی فارغ‌التحصیل شد. علاقهٔ او به موسیقی مجلسی است و جزو یکی از اجراکننده‌های موسیقی نیکولو پاگانینی محسوب می‌شود.
هان نوازندگی ویولن را یک ماه قبل از تولد چهارسالگی‌اش شروع کرد و از همان سن در مؤسسهٔ پی بادی بالتیمور شروع به تحصیل کرد. بین سال‌های ۱۹۸۴ و ۱۹۸۹ هان در بالتیمور زیر نظر کلارا برکوویچ آموزش دید. در سال ۱۹۹۰ هان به مؤسسهٔ موسیقی کورتیس فیلادلفیا رفت و تحصیلاتش را ادامه داد.
در سال ۱۹۹۶، هنگامی که هیلاری ۱۶ساله بود، موسیقی سونی با وی قرارداد ضبط امضا کرد و بعد از ۵ سال که مدت‌زمان قرارداد بود، او دیگر قراردادش را تمدید نکرد و در عوض هان با دویچه گرامافون در سال ۲۰۰۳ قراردادی جدید امضا کرد.
هان در ارکسترهای بزرگ مانند ارکستر سمفونیک لندن، ارکستر فیلارمونیک نیویورک، ارکستر سمفونیک رادیو اشتوتگارت، و ارکستر سمفونیک سنگاپور به اجراهای مختلف پرداخته است.
هان با ارکستر سمفونیک شیکاگو، ایلینوی در ماه مارس سال ۲۰۰۷ و در واتیکان به‌عنوان بخشی از جشن‌های پاپ بندیکت شانزدهم با رادیو اشتوتگارت ارکستر سمفونیک و هادی گوستاو همکاری کرد.

## برخی از آثار ضبط‌شدهٔ هیلاری هان
یوهان سباستیان باخ: ۱۹۹۷
کنسرتو ویولن بتهوون: ۱۹۹۹
کنسرتو بایبر و میر: ۲۰۰۰
کنسرتو ویولن برامس و استراوینسکی: ۲۰۰۱
کنسرتو مندلسون و شوستاکوویچ: ۲۰۰۲
کنسرتو باخ: ۲۰۰۳
الگار: ۲۰۰۴
موتسارت: ۲۰۰۵
پاگانینی: ۲۰۰۶
شونبرگ: ۲۰۰۸
آثار آوازیِ یوهان سباستیان باخ: ۲۰۱۰
چایکوفسکی: ۲۰۱۰
کارلس لوز: ۲۰۱۱